# Cryptographis glauculalis
Cryptographis glauculalis là một loài bướm đêm trong họ Crambidae.